# Zalieutes mcgintyi
Zalieutes mcgintyi е вид лъчеперка от семейство Ogcocephalidae. Видът не е застрашен от изчезване.

## Разпространение и местообитание
Разпространен е във Венецуела, Гвиана, Колумбия, Мексико, Никарагуа, САЩ (Флорида), Суринам, Тринидад и Тобаго и Френска Гвиана.
Обитава крайбрежията и пясъчните дъна на морета, заливи и рифове. Среща се на дълбочина от 52,2 до 466 m, при температура на водата от 11,9 до 20,5 °C и соленост 35,5 – 36,6 ‰.

## Описание
На дължина достигат до 10 cm.